# 查特格羅夫 (伊利諾伊州)
查特格羅夫（英語：Charter Grove）是位於美國伊利諾伊州迪卡爾布縣的一個非建制地區。該地的面積和人口皆未知。

## 地理
查特格羅夫的座標為42°03′59″N 88°37′53″W / 42.06639°N 88.63139°W，而該地的平均海拔高度為268米（即879英尺）。